# Михелфелд
Михелфелд (њем. Michelfeld) општина је у њемачкој савезној држави Баден-Виртемберг. Једно је од 30 општинских средишта округа Швебиш Хал. Према процјени из 2010. у општини је живјело 3.605 становника. Посједује регионалну шифру (AGS) 8127059.

## Географски и демографски подаци
Михелфелд се налази у савезној држави Баден-Виртемберг у округу Швебиш Хал. Општина се налази на надморској висини од 361 метра. Површина општине износи 35,2 km². У самом мјесту је, према процјени из 2010. године, живјело 3.605 становника. Просјечна густина становништва износи 102 становника/km².